# لینیانا
لینیانا (به ایتالیایی: Lignana) یک کومونه در ایتالیا است که در استان ورسلی واقع شده‌است.

## خصوصیات
لینیانا ۲۲٫۵ کیلومترمربع مساحت و ۵۳۹ نفر جمعیت دارد.